# Le Hohwald
Hohwald – miejscowość i gmina we Francji, w regionie Grand Est, w departamencie Dolny Ren.
Według danych na rok 1990 gminę zamieszkiwało 360 osób, 17 os./km².